# Muhlenbergia monandra
Muhlenbergia monandra là một loài thực vật có hoa trong họ Hòa thảo. Loài này được Alegría & Rúgolo mô tả khoa học đầu tiên năm 2001.